# Yasuda (Kōchi)
Yasuda (安田町 Yasuda-chō?) es un pueblo localizado en la prefectura de Kōchi, Japón. En junio de 2019 tenía una población estimada de 2.474 habitantes y una densidad de población de 47,2 personas por km². Su área total es de 52,36 km².

## Geografía

### Localidades circundantes
- Prefectura de Kōchi
  - Aki
  - Kitagawa
  - Tano
  - Umaji

## Demografía
Según los datos del censo japonés, esta es la población de Yasuda en los últimos años.
| 1995  | 2000  | 2005  | 2010  | 2015  |
| ----- | ----- | ----- | ----- | ----- |
| 3.826 | 3.535 | 3.297 | 2.970 | 2.631 |